# رژیم لاغری کلوچه
اکثر رژیم‌های لاغری، افراد را از مصرف کلوچه باز می‌دارند. اما رژیم لاغری کلوچه (به انگلیسی: Cookie Diet) که توسط دکتر سانفورد سیگل طراحی شده نظری خلاف این دارد. این نوع رژیم لاغری در سال ۱۹۷۵ طراحی شد. او بر این باور بود که چاقی و افزایش وزن به‌خاطر بدکارکردی غده تیروئید روی می‌دهد. رژیم غذایی لاغری با کلوچه یک رژیم غذایی محبوب است، زیرا به راحتی می‌توان آن را دنبال نمود و سبب کاهش سریع وزن نیز می‌گردد.
دکتر سیگل، رژیم غذایی کلوچه خود را یک برنامه مطمئن و سه مرحله‌ای می داند که بی خطر و سالم است و به بیش از نیم میلیون نفر در سراسر دنیا کمک کرده تا وزن خود را کاهش دهند. کلوچه دارای نوعی اسیدآمینه است که سبب کور شدن اشتها می‌شود، اما این ماده در غذاهای دیگر چندان یافت نمی‌شود. این رژیم غذایی وعده می‌دهد که فرد می‌تواند هر ماه تا ۵ کیلو وزن کم کند. البته هنوز هیچ پژوهش مستقلی نتوانسته این ادعا را ثابت کند.